# Hartlepool (stacja kolejowa)
Hartlepool (ang: Hartlepool railway station) – stacja kolejowa w Hartlepool, w hrabstwie Durham, w Anglii, w Wielkiej Brytanii. Stacja kolejowa znajduje się na Durham Coast Line 28 km (17 mil) na północ od Middlesbrough. Stacja jest obsługiwana przez Northern Rail. Jest również obsługiwana przez Grand Central Railway. Obsługuje ok. 529 630 pasażerów rocznie (dane za rok 2021/2022).